# Bill White
William Howard Bill White (San Antonio, 16 giugno 1954) è un avvocato e politico statunitense, sindaco eletto di Houston.
White è stato sindaco di Houston tra il 2004 e il 2010 quando ha perso le elezioni contro Annise Parker. Alle elezioni governatoriali in Texas del 2010, si è scontrato con il repubblicano Rick Perry, perdendo con 2 ,102,606 voti ovvero il 43,2%. Prima di diventare sindaco, White era un avvocato e imprenditore e ha servito il Dipartimento dell'Energia degli Stati Uniti d'America sotto il presidente Bill Clinton dal 1993 al 1995. White è anche un membro del Council on Foreign Relations. È membro del Partito Democratico.